# Rafinha (ur. 1985)
Rafinha, właśc. Márcio Rafael Ferreira de Souza (ur. 7 września 1985 w Londrinie) – brazylijski piłkarz występujący na pozycji prawego obrońcy, w brazylijskim klubie São Paulo. Od 2015 roku posiada również obywatelstwo niemieckie.

## Kariera klubowa
Rafinha jest wychowankiem klubu Gremio Londrina, pochodzącego z jego rodzinnego miasta Londrina. Trafił do niego mając 7 lat, a w 1997 przeszedł do PSTC. Lata 2001-2002 to gra w młodzieżowej drużynie klubu Londrina Esporte Clube. Natomiast w 2002 zawodnik stał się graczem Coritiba FBC i w jej barwach zadebiutował w 2004 w Campeonato Brasileiro Série A. Był wówczas graczem pierwszej drużyny, rozegrał dla niej 24 ligowe mecze i zajął 12. miejsce w lidze. W 2005 w rundzie wiosennej Rafinha wystąpił w 13 meczach i strzelił 3 gole (swojego pierwszego w wygranym 4:2 meczu z Fluminense FC.
Latem 2005 w trakcie sezonu w Brazylii Rafinha wyjechał do Europy. Podpisał 6-letni kontrakt z niemieckim klubem FC Schalke 04, które zapłaciło za niego 5 milionów euro. W Bundeslidze zadebiutował 27 sierpnia w zremisowanym 1:1 meczu z Borussią Mönchengladbach. W całym sezonie spisał się całkiem dobrze, wystąpił w 29 meczach i został uznany jednym z objawień w Bundeslidze. Z Schalke zajął 4. miejsce w lidze. W sezonie 2006/2007 w meczu z VfL Bochum zdobył swojego pierwszego gola na niemieckich boiskach, a Schalke wygrało 2:1. Do ostatniej kolejki walczył ze swoim klubem o mistrzostwo Niemiec, ale ostatecznie zajął 2. miejsce na rzecz VfB Stuttgart. W 2008 zajął z Schalke 3. miejsce w lidze.
Latem 2010 Rafinha podpisał kontrakt z włoską Genoą. W Serie A zadebiutował 28 sierpnia podczas wygranego 1:0 wyjazdowego meczu z Udinese Calcio.
1 czerwca 2011 podpisał trzyletni kontrakt z Bayernem Monachium.
14 maja 2019 przed meczem Bayernu z Eintrachtem Frankfurt ogłosił, że po zakończeniu sezonu odejdzie z klubu.
| Sezon   | Klub             | Kraj     | Rozgrywki             | Mecze | Bramki |
| ------- | ---------------- | -------- | --------------------- | ----- | ------ |
| 2004    | Coritiba         | Brazylia | Campeonato Brasileiro | 24    | 0      |
| 2005    | Coritiba         | Brazylia | Campeonato Brasileiro | 13    | 3      |
| 2005/06 | FC Schalke 04    | Niemcy   | Bundesliga            | 29    | 0      |
| 2006/07 | FC Schalke 04    | Niemcy   | Bundesliga            | 31    | 2      |
| 2007/08 | FC Schalke 04    | Niemcy   | Bundesliga            | 32    | 2      |
| 2008/09 | FC Schalke 04    | Niemcy   | Bundesliga            | 30    | 2      |
| 2009/10 | FC Schalke 04    | Niemcy   | Bundesliga            | 31    | 1      |
| 2010/11 | Genoa CFC        | Włochy   | Serie A               | 34    | 2      |
| 2011/12 | Bayern Monachium | Niemcy   | Bundesliga            | 24    | 0      |

## Kariera reprezentacyjna
W 2008 został powołany do olimpijskiej reprezentacji Brazylii, której był podstawowym zawodnikiem. Z Igrzysk Olimpijskich w Pekinie przywiózł brązowy medal. 26 marca 2008 zadebiutował w pierwszej reprezentacji w wygranym 1:0 towarzyskim spotkaniu ze Szwecją.

## Sukcesy

### Bayern Monachium
- Mistrzostwo Niemiec: 2012/2013, 2013/2014, 2014/2015, 2015/2016, 2016/2017, 2017/2018, 2018/2019
- Puchar Niemiec: 2015/2016, 2018/2019
- Superpuchar Niemiec: 2016